# Mulino ad acqua

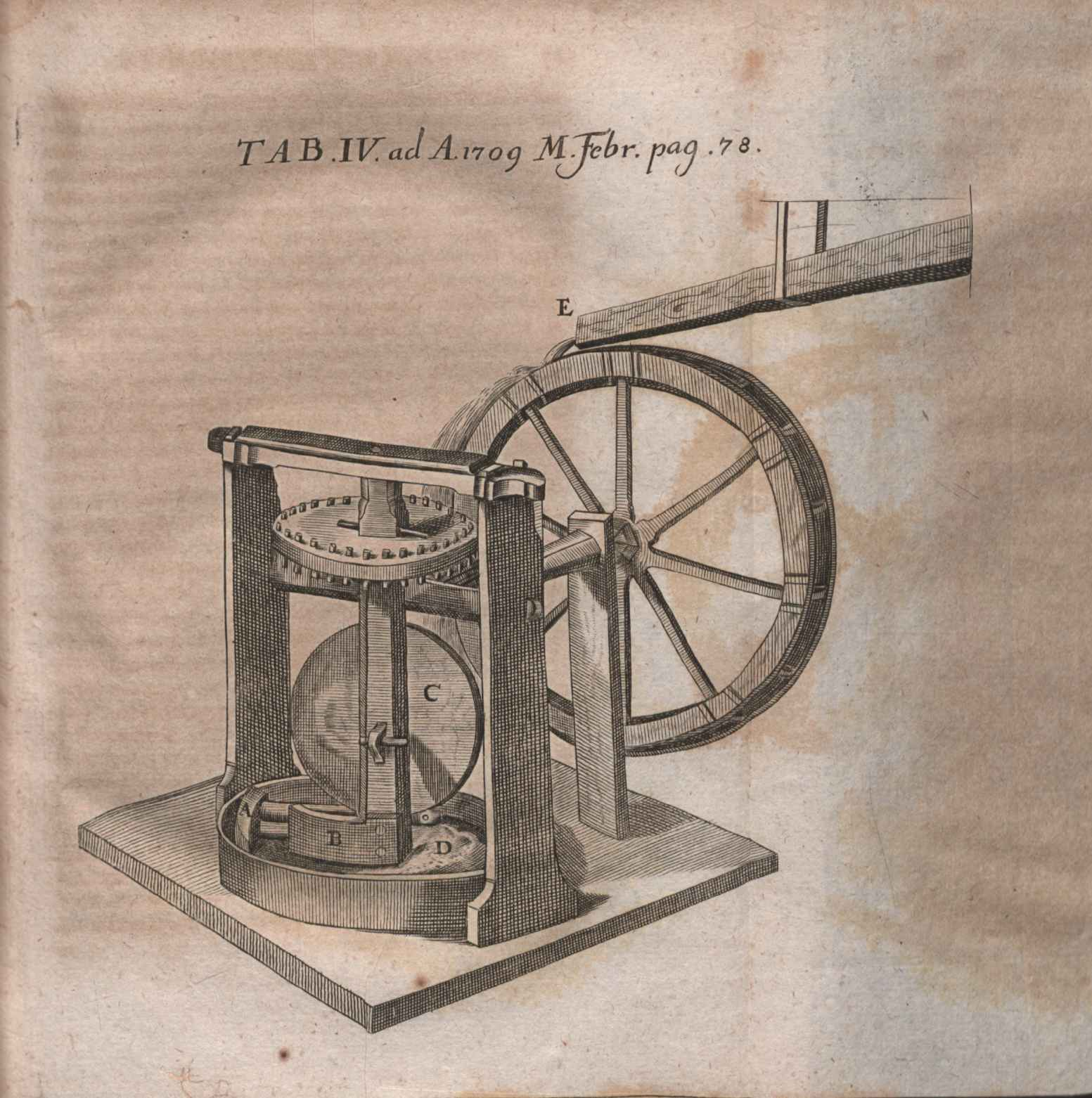
Mulino ad acqua raffigurato su una tavola degli Acta Eruditorum del 1709

Un mulino ad acqua o mulino idraulico è un impianto destinato ad utilizzare l'energia meccanica prodotta dalla corrente di un corso d'acqua (preventivamente filtrata attraverso una gora, detta anche bottaccio) e condotta alla ruota del mulino tramite opportuna canalizzazione. Nelle regioni costiere anche i movimenti di marea sono stati sfruttati per il funzionamento dei mulini ad acqua.

## Storia

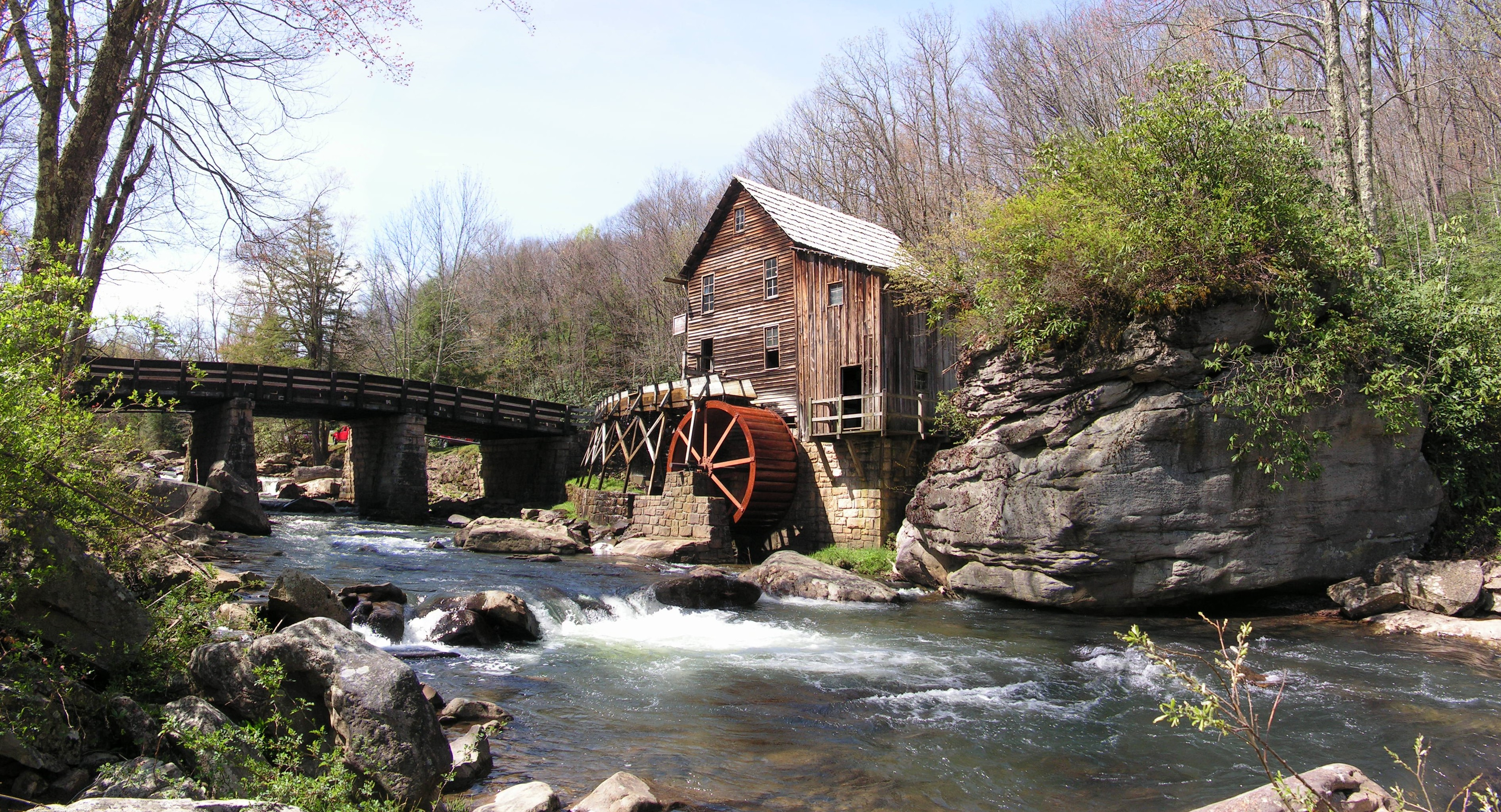
Mulino ad acqua.

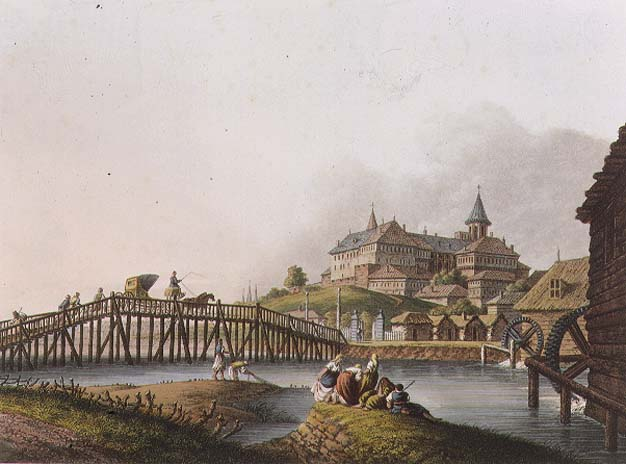
Fiume Dâmbovița, mulini ad acqua nei pressi di Bucarest, 1837.

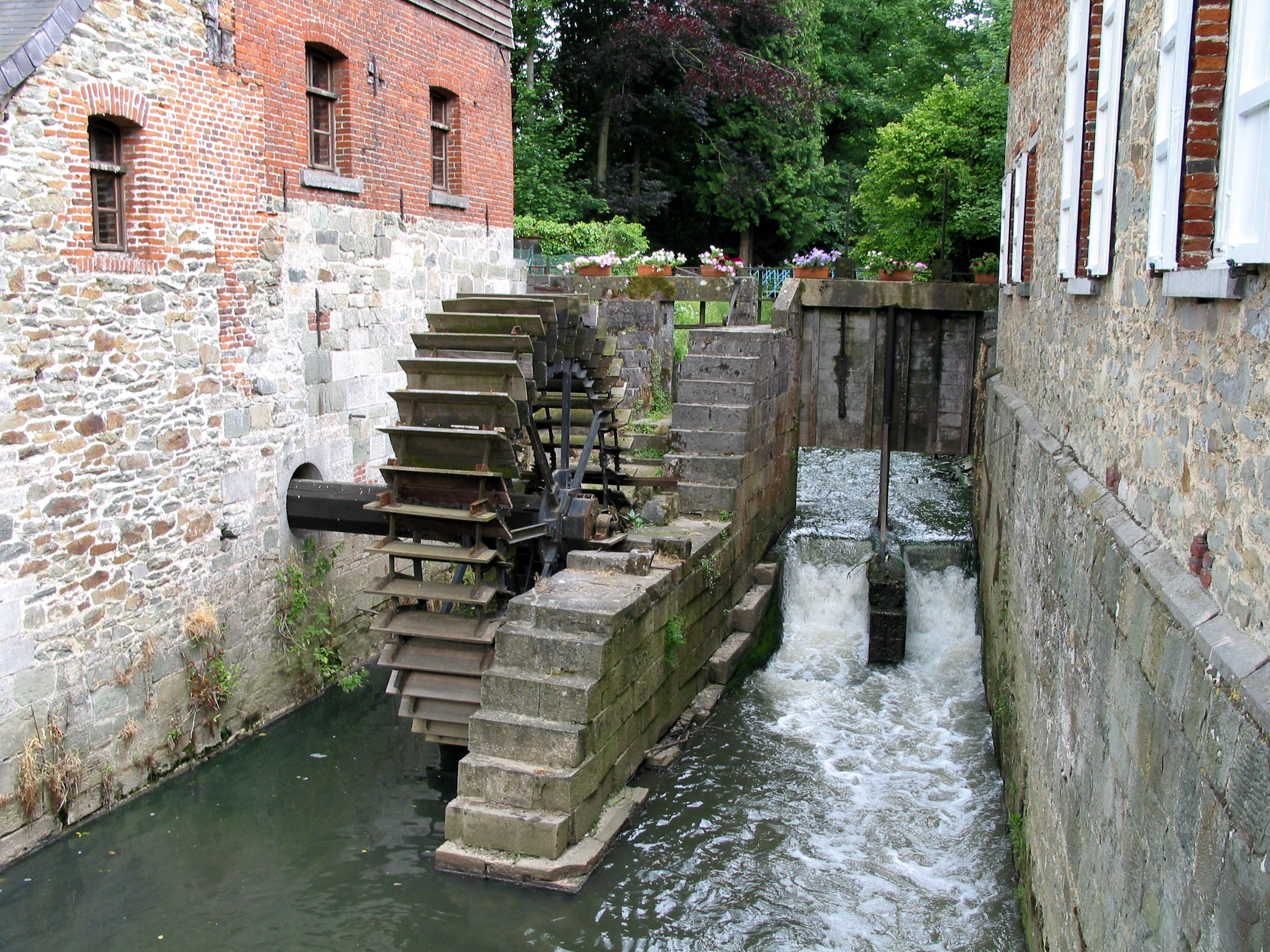
Mulino ad acqua di Braine-le-Château, XII secolo.

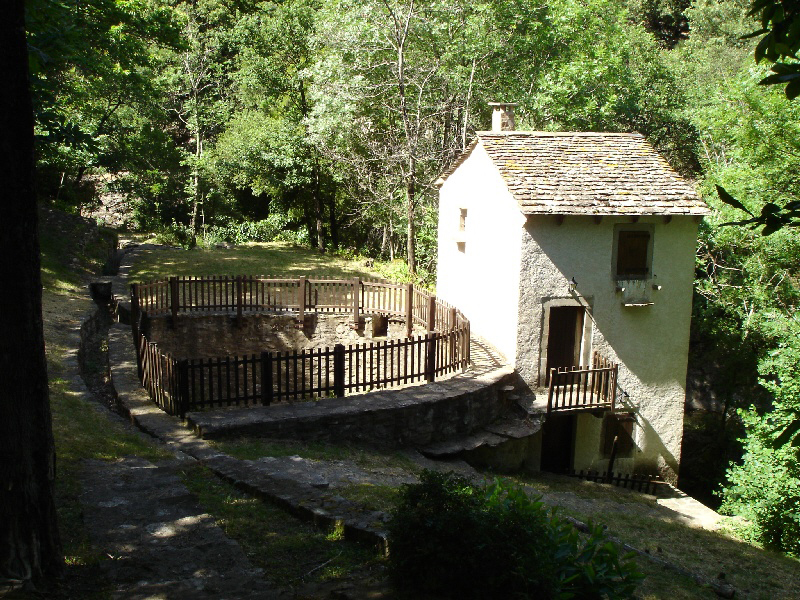
Castanet-le-Haut (Hérault) - Mulino di Nougayrol. Notare il deposito di raccolta ed il canale di apporto dell'acqua necessaria al suo funzionamento.

L'uso del mulino ad acqua, attestato in Europa fin da tempi molto antichi (è descritto nel Trattato d'architettura di Vitruvio), è antecedente all'utilizzo del mulino a vento. Il suo sviluppo è avvenuto parallelamente alla fine della schiavitù a partire dal IX secolo: l'utilizzo dell'energia idraulica al posto di quella animale o umana permise un aumento della produttività senza precedenti nell'antichità (l'energia prodotta da ciascuna ruota di un mulino ad acqua può macinare 150 kg di grano in un'ora, equivalente al lavoro di 40 persone). Il mulino ad acqua, così come il mulino a vento, fu soppiantato nel XVIII secolo dall'avvento del motore a vapore e, successivamente, dal motore elettrico.

### Antica Mesopotamia
Nell'antica Mesopotamia l'utilizzo di macchine per l'irrigazione è documentato nelle iscrizioni babilonesi, senza dettagli sulle tecniche di costruzione, ma suggerendo lo sfruttamento dell'energia dell'acqua per l'irrigazione. L'uso di primitive ruote ad acqua risale ai tempi dei Sumeri, con riferimenti ad un mese "mese per l'aumento delle ruote idrauliche ", anche se non è noto se queste ruote fossero azionate dal flusso di un fiume.

### Mondo greco e romano

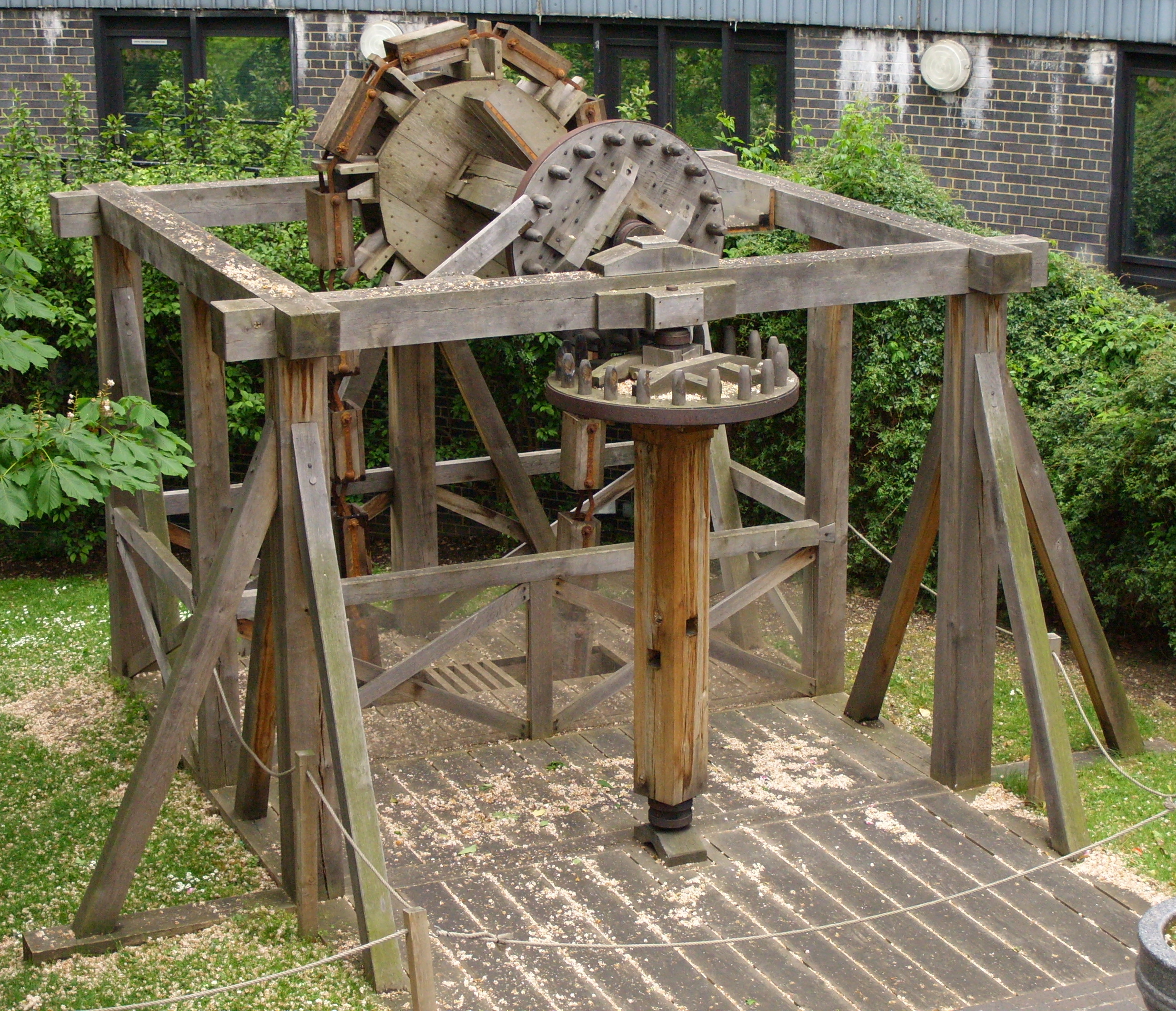
Ricostruzione di una pompa romana ritrovata durante gli scavi della metropolitana di Londra.

Macchine per il sollevamento dell'acqua erano comuni durante il periodo romano e venivano utilizzate nelle profonde miniere sotterranee. Diversi dispositivi sono stati descritti da Vitruvio, compresa la vite di Archimede. Molti di questi dispositivi sono stati ritrovati nel corso di scavi presso le miniere di rame del Rio Tinto, in Spagna, e formavano un sistema che coinvolgeva sedici ruote impilate l'una sull'altra in modo da sollevare l'acqua a circa 80 metri dal fondo della miniera. Altre parti di queste ruote sono state trovate nel 1930 a Dolaucothi, una miniera d'oro romana nel sud del Galles, quando la miniera è stata riaperta per un breve periodo di tempo. Il meccanismo è stato trovato a circa 80 metri sotto la superficie, quindi doveva trattarsi di un sistema simile a quello scoperto a Rio Tinto. Una recente analisi al carbonio ha datato i reperti intorno all'80 d.C., e poiché il legno da cui erano composti era più vecchio nelle parti più profonde della miniera, è probabile che i meccanismi ritrovati in profondità abbiano funzionato per 30-50 anni. È chiaro da questi esempi che l'esistenza di sistemi di drenaggio delle gallerie sotterranee, fa suggerire che le ruote idrauliche erano comunemente utilizzate per usi industriali.

### Antica Cina

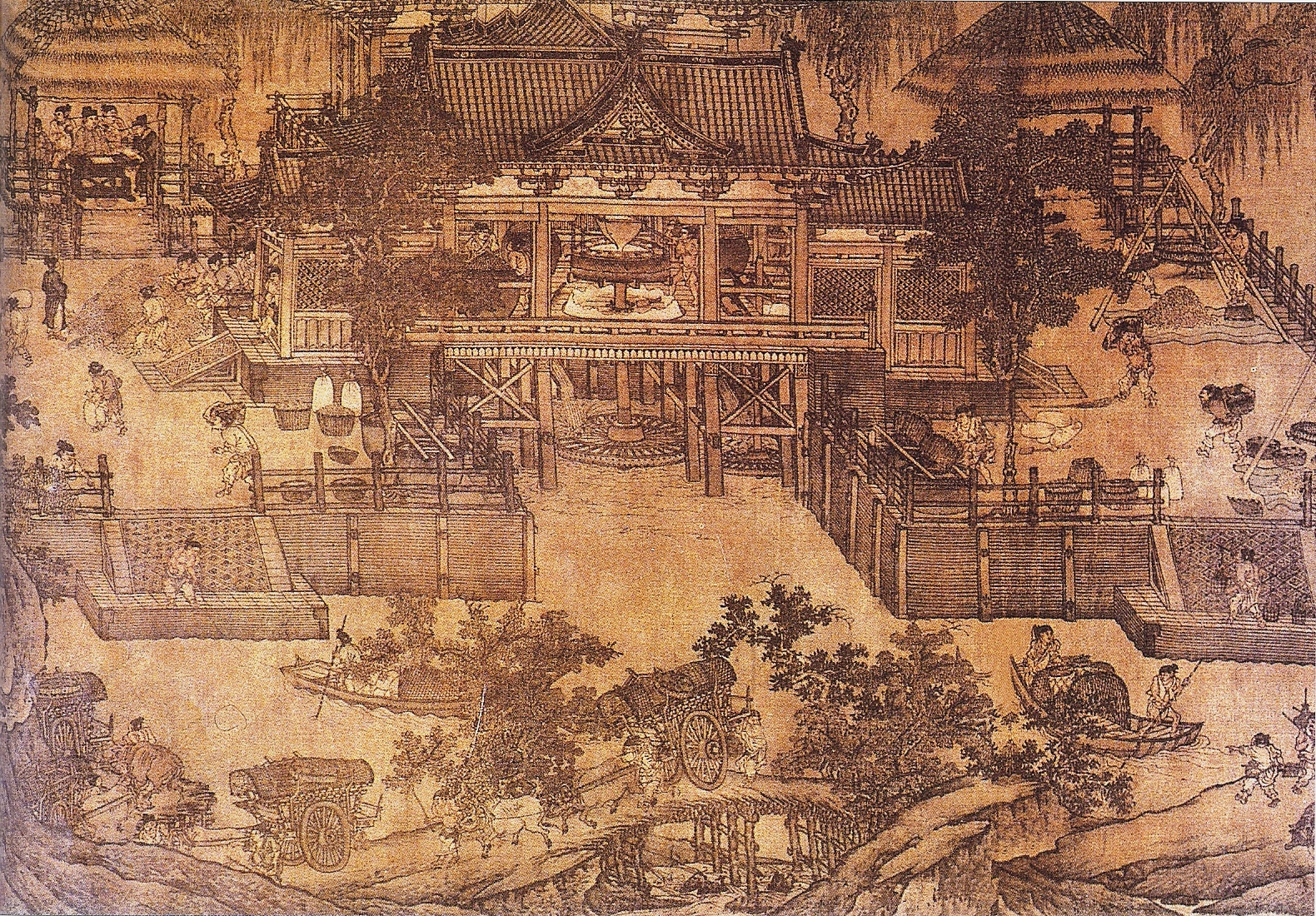
Dinastia Song (960-1127) - Mulino ad acqua a ruota orizzontale per la sbucciatura del grano.

La ruota idraulica è stata utilizzata in Cina fin dai tempi della dinastia Han (202 a.C.-220 d.C.) per azionare magli, mantici per la fusione del ferro e, in un caso, per la rotazione meccanica di una sfera armillare per l'osservazione astronomica (vedi Zhang Heng). Sebbene Joseph Needham ipotizzasse che i mulini ad acqua sarebbero potuti esistere nella Cina della dinastia Han dal I secolo, non vi sono prove sufficienti per avvalorare questa tesi fino V secolo. Nel 488 d.C. il matematico ed ingegnere Zu Chongzhi costruì un mulino ad acqua che fu ispezionato dall'imperatore Wu (482-493 d.C.). L'ingegnere Yang Su della dinastia Sui (581-618 d.C.) fu incaricato di costruire centinaia di questi mulini all'inizio del VI secolo. Una fonte scritta nel 612 d.C. menziona una lite tra i monaci buddisti per le entrate acquisite dai mulini ad acqua. Un decreto della dinastia Tang (618-907 d.C.), scritta nel 737 d.C., dichiarava che i mulini ad acqua non dovevano interrompere il trasporto fluviale e in alcuni casi il loro utilizzo era consentito solamente in certe stagioni dell'anno. Altre fonti dell'epoca della dinastia Tang (VIII secolo) riportano che tali ordinanze erano prese molto sul serio, ed il governo demoliva molti mulini ad acqua di proprietà di grandi famiglie, commercianti e abbazie buddiste che non rispettavano le ordinanze ed i regolamenti governativi. Un eunuco al servizio dell'imperatore Xuan Zong (712-756 d.C.) era proprietario di un mulino ad acqua dal 748 d.C. in cui lavoravano cinque ruote idrauliche che macinavano 300 staia di grano al giorno. Dal 610-670 d.C., il mulino ad acqua è stato introdotto in Giappone attraverso la penisola coreana. È anche stato utilizzato in Tibet a partire dal 641 d.C.

### Antica India
La storia del mulino ad acqua in India è poco chiara. Antichi testi indiani, risalenti al IV secolo a.C., si riferiscono a termini come cakkavattaka (ruote da tornitura) o arahatta-ghati-yanta (macchina con ruote e pentole allegate). Su questa base Joseph Needham ha suggerito che si trattasse della macchina noria. Terry S. Reynolds, tuttavia, sostiene che i termini "utilizzati nei testi indiani sono ambigui e non indicano chiaramente un macchinario attivato dalla forza dell'acqua". Gabriele Sala ha sostenuto che è "più probabile che questi passaggi si riferiscano ad un certo tipo di apparecchiatura azionata a mano o un dispositivo di sollevamento, invece di una ruota azionata dall'acqua per il sollevamento dell'acqua".
L'acqua di irrigazione per le colture veniva fornita con ruote di sollevamento, alcune azionate dalla forza della corrente del fiume da cui l'acqua veniva sollevata. Questo tipo di dispositivo di sollevamento dell'acqua è stato utilizzato nell'antica India.
Verso il 1150, l'astronomo Bhāskaràcārya osservò il moto dell'acqua e immaginò come una ruota per il sollevamento dell'acqua, sufficientemente alimentata dal flusso della corrente, poteva effettivamente essere una macchina a moto perpetuo.
La costruzione di meccanismi per l'uso dell'acqua e gli aspetti della tecnologia in India è descritta in alcune opere in arabo e persiano. Durante il periodo medievale, la diffusione delle tecnologie di irrigazione indiana e persiana ha dato luogo a un avanzato sistema di irrigazione che ha contribuito alla crescita economica.

### Mondo arabo
Gli ingegneri arabi appresero la tecnologia della ruota ad acqua dalle civiltà del Vicino Oriente antico, dove era stata applicata per secoli prima della conquista musulmana. Lo scavo di un canale nella regione di Bassora ha portato alla luce i resti di una ruota ad acqua databile intorno al VII secolo. Ad Hama, in Siria, è conservata ancora una delle grandi ruote che sfruttavano la corrente del fiume Oronte, anche se oggi non è più in uso. La più grande aveva un diametro di circa 20 metri ed era suddivisa in 120 comparti. Un'altra ruota (la Nora), che è ancora in funzione, si trova a Murcia, in Spagna, e anche se la ruota originale è stata sostituita da una in acciaio, il sistema dei Mori durante Al-Andalus è comunque praticamente invariato. Il meccanismo del volano, che viene utilizzato per moderare la fornitura di energia da un dispositivo di rotazione di una macchina, è stato inventato da Ibn Bassal (1038-1075) ed ha aperto la strada all'uso del volano nella pompa a catena (saqiya) e nella noria.
L'uso industriale dei mulini ad acqua nel mondo islamico è datata posteriormente al VII secolo, mentre ruote orizzontali e verticali mosse dal flusso dell'acqua erano già diffuse dal IX secolo. Una serie di mulini industriali ad acqua sono stati utilizzati nel mondo islamico per vari usi tra cui la macinatura del grano, nelle cartiere, nelle segherie, nelle acciaierie e negli zuccherifici. Dall'XI secolo ogni provincia, in tutto il mondo islamico, aveva questi mulini industriali in esercizio, da al-Andalus al Nord Africa e dal Medio Oriente all'Asia centrale. Gli ingegneri musulmani utilizzavano anche l'albero a gomiti, la turbina idraulica e l'ingranaggio nei mulini ad acqua e nelle macchine garzatrici idrauliche e costruivano delle dighe al fine di conservare l'acqua da utilizzare per fornire energia supplementare ai mulini ed ai macchinari per la raccolta dell'acqua. Mulini per cartiere e per acciaierie potrebbero essersi diffusi dalla Spagna islamica alla Spagna cristiana nel XII secolo. Mulini industriali ad acqua sono stati utilizzati anche nei complessi industriali costruiti in al-Andalus tra l'XI ed il XIII secolo.
Gli ingegneri musulmani utilizzavano due soluzioni per ottenere la massima potenza da un mulino ad acqua. La prima soluzione era il montaggio delle ruote su piloni o ponti al fine di sfruttare il massimo flusso. La seconda soluzione era il mulino galleggiante, un tipo di mulino ad acqua mosso da ruote idrauliche montate sui lati di navi ormeggiate a metà del guado. Questa tecnica era impiegata nel X secolo lungo il Tigri e l'Eufrate, in Iraq, dove grandi mulini galleggianti di teak e ferro potevano produrre dieci tonnellate di farina ogni giorno per i granai di Baghdad.
Nel XIII secolo gli ingegneri musulmani al-Jazari e Taqi al-Din hanno illustrato molte macchine idrauliche nei loro trattati di tecnologia.

### Europa medievale

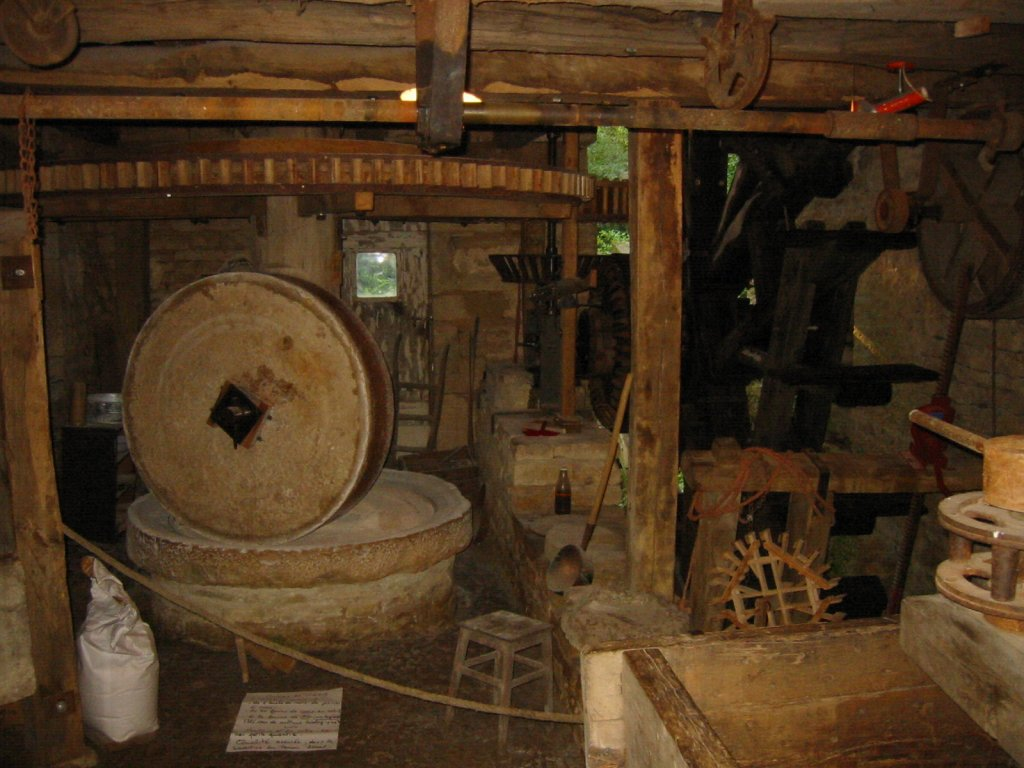
Un mulino ad acqua

Mulino mosso dall'acqua del naviglio, in Via Molino delle armi a Milano

In uno studio del 2005 Adam Lucas individuò la seguente cronologia della comparsa di vari tipi di utlizzazione del mulino proto-industriale nell'Europa occidentale. Risulta evidente il ruolo preminente della Francia nell'introduzione di nuove applicazioni innovative con l'utilizzo dell'energia idraulica. Tuttavia egli ha richiamato l'attenzione sulla scarsità di studi in proposito in diversi altri paesi.
| Prima comparsa dei vari tipi di mulino industriale nell'Europa Medievale nel periodo 770-1443 | Prima comparsa dei vari tipi di mulino industriale nell'Europa Medievale nel periodo 770-1443 | Prima comparsa dei vari tipi di mulino industriale nell'Europa Medievale nel periodo 770-1443 | Prima comparsa dei vari tipi di mulino industriale nell'Europa Medievale nel periodo 770-1443 | Prima comparsa dei vari tipi di mulino industriale nell'Europa Medievale nel periodo 770-1443 | Prima comparsa dei vari tipi di mulino industriale nell'Europa Medievale nel periodo 770-1443 | Prima comparsa dei vari tipi di mulino industriale nell'Europa Medievale nel periodo 770-1443 | Prima comparsa dei vari tipi di mulino industriale nell'Europa Medievale nel periodo 770-1443 | Prima comparsa dei vari tipi di mulino industriale nell'Europa Medievale nel periodo 770-1443 | Prima comparsa dei vari tipi di mulino industriale nell'Europa Medievale nel periodo 770-1443 | Prima comparsa dei vari tipi di mulino industriale nell'Europa Medievale nel periodo 770-1443 | Prima comparsa dei vari tipi di mulino industriale nell'Europa Medievale nel periodo 770-1443 |
| Tipologia                                                                                     | Data                                                                                          | Paese                                                                                         |                                                                                               |                                                                                               |                                                                                               |                                                                                               |                                                                                               |                                                                                               |                                                                                               |                                                                                               |                                                                                               |
| --------------------------------------------------------------------------------------------- | --------------------------------------------------------------------------------------------- | --------------------------------------------------------------------------------------------- | --------------------------------------------------------------------------------------------- | --------------------------------------------------------------------------------------------- | --------------------------------------------------------------------------------------------- | --------------------------------------------------------------------------------------------- | --------------------------------------------------------------------------------------------- | --------------------------------------------------------------------------------------------- | --------------------------------------------------------------------------------------------- | --------------------------------------------------------------------------------------------- | --------------------------------------------------------------------------------------------- |
| Mulino per malto                                                                              | 770                                                                                           | Francia                                                                                       |                                                                                               |                                                                                               |                                                                                               |                                                                                               |                                                                                               |                                                                                               |                                                                                               |                                                                                               |                                                                                               |
| Mulino per follatura                                                                          | 1080                                                                                          | Francia                                                                                       |                                                                                               |                                                                                               |                                                                                               |                                                                                               |                                                                                               |                                                                                               |                                                                                               |                                                                                               |                                                                                               |
| Mulino per concia                                                                             | ca. 1134                                                                                      | Francia                                                                                       |                                                                                               |                                                                                               |                                                                                               |                                                                                               |                                                                                               |                                                                                               |                                                                                               |                                                                                               |                                                                                               |
| Mulino per forgiatura                                                                         | ca. 1200                                                                                      | Inghilterra, Francia                                                                          |                                                                                               |                                                                                               |                                                                                               |                                                                                               |                                                                                               |                                                                                               |                                                                                               |                                                                                               |                                                                                               |
| Affilatura                                                                                    | 1203                                                                                          | Francia                                                                                       |                                                                                               |                                                                                               |                                                                                               |                                                                                               |                                                                                               |                                                                                               |                                                                                               |                                                                                               |                                                                                               |
| Mulino per canapa                                                                             | 1209                                                                                          | Francia                                                                                       |                                                                                               |                                                                                               |                                                                                               |                                                                                               |                                                                                               |                                                                                               |                                                                                               |                                                                                               |                                                                                               |
| Mantice                                                                                       | 1269, 1283                                                                                    | Slovacchia, Francia                                                                           |                                                                                               |                                                                                               |                                                                                               |                                                                                               |                                                                                               |                                                                                               |                                                                                               |                                                                                               |                                                                                               |
| Segheria                                                                                      | ca. 1300                                                                                      | Francia                                                                                       |                                                                                               |                                                                                               |                                                                                               |                                                                                               |                                                                                               |                                                                                               |                                                                                               |                                                                                               |                                                                                               |
| Frantoio                                                                                      | 1317                                                                                          | Germania                                                                                      |                                                                                               |                                                                                               |                                                                                               |                                                                                               |                                                                                               |                                                                                               |                                                                                               |                                                                                               |                                                                                               |
| Altoforno                                                                                     | 1384                                                                                          | Francia                                                                                       |                                                                                               |                                                                                               |                                                                                               |                                                                                               |                                                                                               |                                                                                               |                                                                                               |                                                                                               |                                                                                               |
| Taglio                                                                                        | 1443                                                                                          | Francia                                                                                       |                                                                                               |                                                                                               |                                                                                               |                                                                                               |                                                                                               |                                                                                               |                                                                                               |                                                                                               |                                                                                               |
| Fonte:                                                                                        |                                                                                               |                                                                                               |                                                                                               |                                                                                               |                                                                                               |                                                                                               |                                                                                               |                                                                                               |                                                                                               |                                                                                               |                                                                                               |

Uno dei primi mulini ad utilizzare il flusso delle maree è stato recentemente scavato nei pressi del sito monastico di Nendrum in Irlanda del Nord. Il complesso è stato datato intorno al 787 d.C.
I mulini ad acqua a palmento (ritrecine) sono presenti  in tutta Italia.
Per esempio sul territorio di Rossano (Cosenza) sin dai secoli XI-XII e alcuni sono ancora visibili lungo i torrenti Coserie e Cino, due lungo il fiume Trionto. In provincia di Siena esiste un sistema medievale di Mulini, con una diga sul fiume Merse, nel comune di Sovicille, e una gora che ne alimentava molti, di cui tre, monumentali, sono in buono stato di conservazione.
I mulini idraulici rimasero in uso fino all'inizio del XX secolo, 

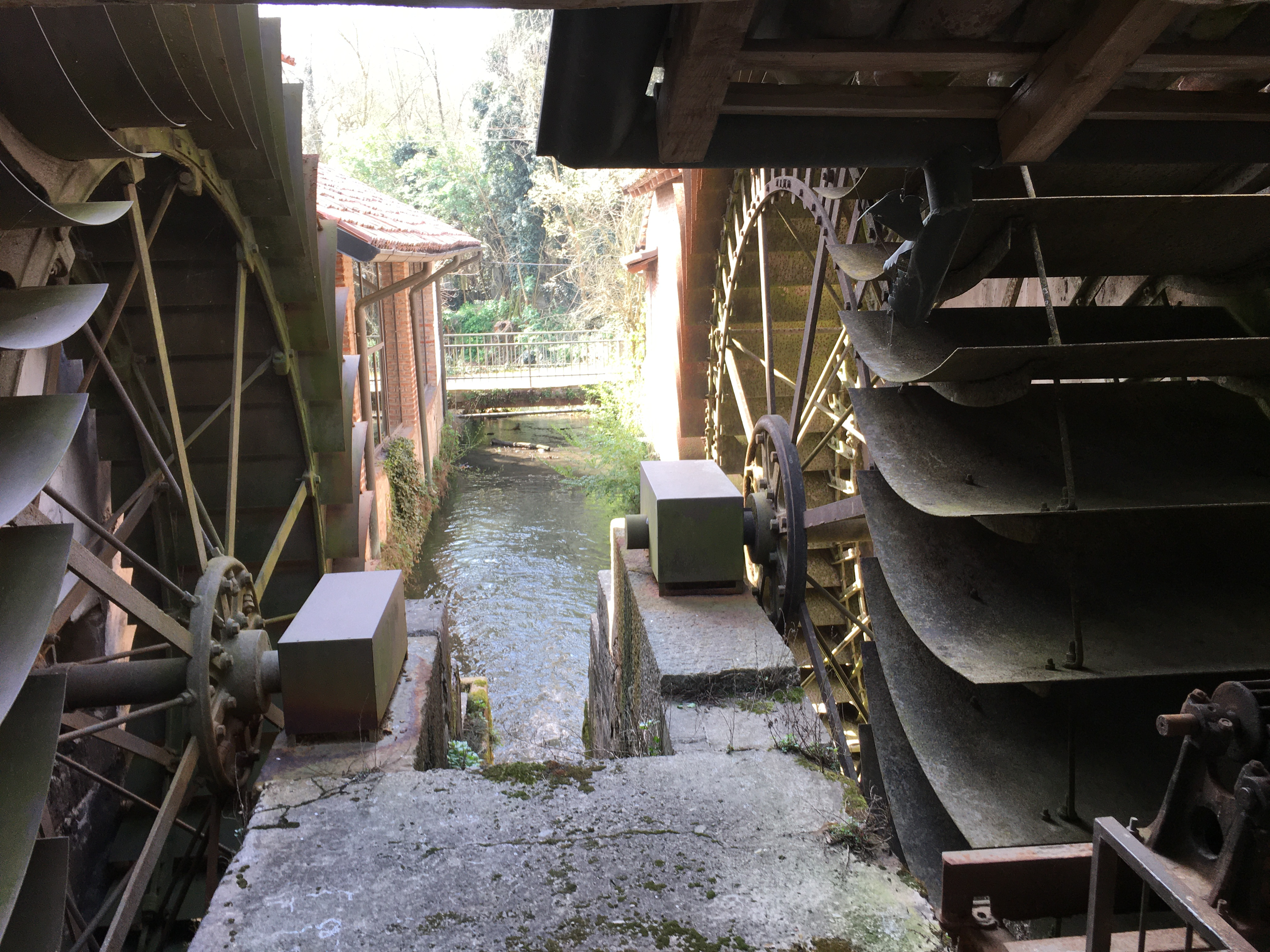
Mulini ad acqua nella valle della Vernavola, Pavia

## Tecnologia
In genere, l'acqua viene deviata da un fiume o da un bacino e condotta alla turbina o alla ruota idraulica attraverso un canale o una tubazione. La forza del movimento dell'acqua agisce sulle pale di una ruota o turbina e determina la rotazione dell'asse che aziona gli altri macchinari del mulino. L'acqua, lasciando la ruota o la turbina, viene drenata attraverso un canale di coda che può fungere anche da canale di testa per un'altra turbina di un altro mulino. Il passaggio dell'acqua è controllato da paratoie che consentono la regolazione della velocità di rotazione, la possibilità di fermare il meccanismo per manutenzione e una minima misura di controllo delle inondazioni. Grandi complessi di mulini possono avere decine di chiuse di controllo e complicate canalizzazioni interconnesse che alimentano più edifici e processi industriali. In alcuni impianti l'acqua destinata al funzionamento degli stessi, trasportata da un canale, era conservata in un serbatoio, adiacente al mulino, detto bottaccio.

### Mulini ad asse verticale
I mulini ad acqua possono essere suddivisi in due tipi: uno con una ruota idraulica orizzontale,  detto ritrecine, che muove un asse verticale, e l'altro con una ruota verticale su un asse orizzontale. I più antichi sono i mulini orizzontali, in cui la forza dell'acqua, colpendo una ruota posta in linea con il flusso della corrente, faceva ruotare la pietra della macina collegata sull'asse di rotazione. Il problema col ritrecine nasce dalla maggior difficoltà di regolare la velocità di rotazione, che dipende direttamente dalla velocità e quindi dalla disponibilità del flusso d'acqua.
Questi mulini che utilizzavano una ruota orizzontale, con asse verticale, noto come "turbina", furono utilizzati anche per altri usi oltre quello della macinazione di  cereali, soprattutto durante la rivoluzione industriale. per esempio furono utilizzati per i frantoi, che erano di dimensioni più piccole.
Il livello dell'acqua era mantenuto ad una quota sufficientemente elevata sopra il mulino da una piccola diga o da una briglia munita di una paratoia. Questo accorgimento tecnico permetteva ai pesci di passare in tutta sicurezza attraverso la ruota, senza correre il pericolo di essere feriti o uccisi. In tutti i casi una griglia proteggeva la ruota o la turbina da rami, tronchi o oggetti portati dalla corrente che avrebbero potuto danneggiare queste parti meccaniche. Lo schermo doveva essere pulito regolarmente.
I mulini ad acqua che sfruttavano i torrenti spesso erano costituiti da ruote orizzontali facili da costruire.
I mulini ad acqua con ruota orizzontale erano, in alcuni casi, costruiti in serie (come, ad esempio, nella Valle dei mulini di Gragnano), sfruttando i salti di quota delle valli: in questo modo l’acqua, dopo aver alimentato un mulino, passava, attraverso dei canali realizzati in lieve pendenza, ai successivi, mettendoli uno dopo l’altro in movimento. In ogni mulino, per aumentare l’energia cinetica e mantenerla stabile, l’acqua prima riempiva un pozzo torre fuori terra, poi veniva convogliata per caduta tramite un sorta di imbuto verso la ruota idraulica orizzontale.

### Mulini ad asse orizzontale

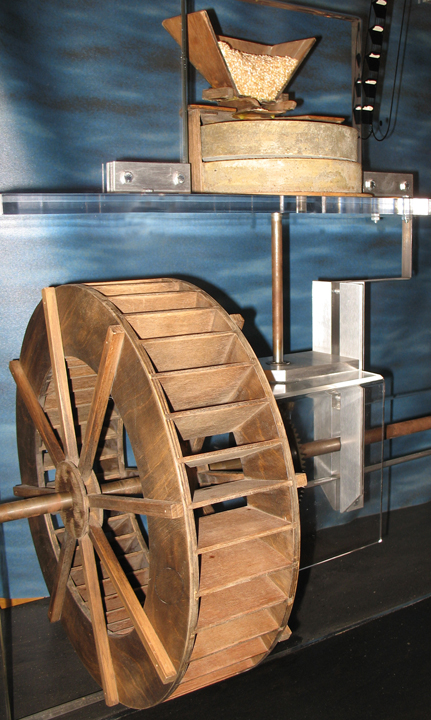
Modello del meccanismo di trasmissione della ruota idraulica; la macina è situata al piano superiore.

Nell'altro caso, in cui la ruota idraulica è posta verticalmente, con l'asse di rotazione orizzontale:
- In un mulino a filo d'acqua la corrente del corso d'acqua, passando sotto la ruota, ne provoca la rotazione, trasmettendo parte della sua energia cinetica.
- (nel caso in cui l'acqua giunga alla ruota sulla sua parte superiore) la caduta verso il basso dell'acqua, dovuta alla forza di gravità, ne provoca la rotazione, in seguito al passaggio attraverso le pale; l'uso di ruote a camere sagomate permette prestazioni superiori.

Il movimento della ruota attorno ad un asse orizzontale poteva essere utilizzato per sollevare martelli in una fucina, per la follatura e così via. La rotazione orizzontale doveva essere convertita in rotazione verticale per mezzo di ingranaggi, detti lanterne.
La maggior parte dei mulini ad acqua in Gran Bretagna e degli Stati Uniti aveva una ruota idraulica verticale. Al contrario in Itali a quasi tutti i mulini avevano una ruota orizzontale posta sotto il mulino stesso, più adatta a corsi d'acqua con scarsa portata.

## Utilizzo

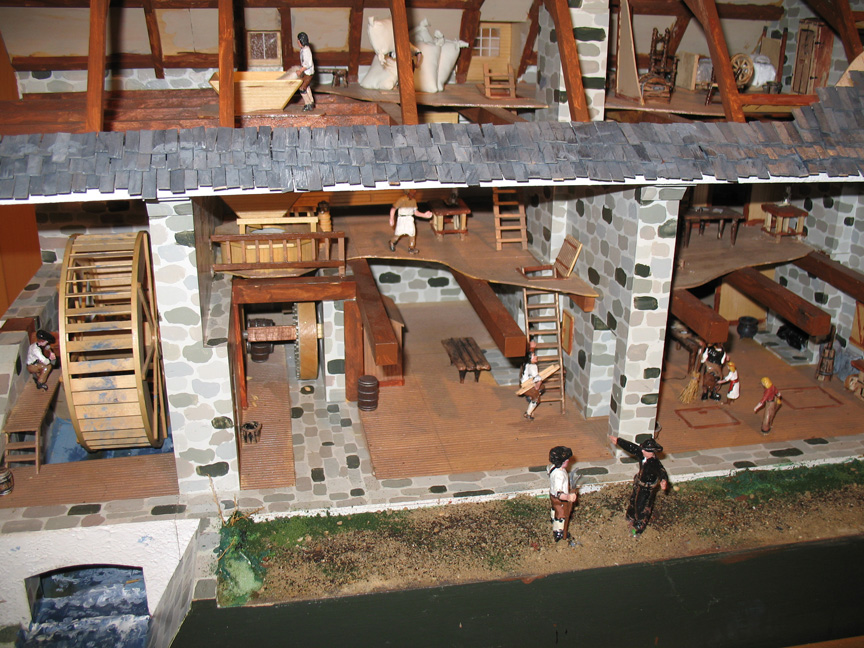
Modello di un mulino ad acqua (Québec)

I mulini ad acqua sono stati impiegati per molteplici usi prima dell'era industriale. Alcuni sono:
- per la macinatura dei cereali, l'utilizzo più antico;
- per il funzionamento delle segherie, nel settore forestale;
- per azionare fulloni e telai, nell'industria tessile;
- nella lavorazione dei metalli, per azionare macine, forge e martelli per forgiatura;
- per azionare delle pompe idrauliche;
- mulino per carta: dal XIII al XVIII secolo l'energia del mulino veniva utilizzata per sfibrare gli stracci e la pasta di legno con l'utilizzo di mazze e martelli dotati di punte.
- per la produzione dell'elettricità con l'utilizzo di un generatore.

Alcuni esempi di siti che utilizzano (o utilizzavano) l'energia idraulica:
- la macchina di Marly, che pompava l'acqua della Senna necessaria ad alimentare le cascate, le fontane ed i laghetti dei giardini della Reggia di Versailles;
- la più recente macchina ad acqua di Porcheresse (Belgio), utilizzata per l'approvvigionamento idrico del villaggio.